# Тандревольд, Ингрид
Ингрид Ландмарк Тандревольд (норв. Ingrid Landmark Tandrevold; род. 23 сентября 1996, Берум) — норвежская биатлонистка, четырёхкратная чемпионка мира в эстафетах, многократный призёр чемпионатов мира в личных гонках, обладательница малого Кубка мира сезона 2020/21 по программе масс-стартов. Четырёхкратный призёр чемпионатов Европы, чемпионка Норвегии, двукратная чемпионка мира среди юниоров

## Карьера
Занимается биатлоном с 2007 года, тренируется в клубе Fossum IF. Личный тренер — Ханс-Антон Бьёрндален, тренер команды — Рогер Груббен.

### Юниорская карьера
Дебютировала на крупных соревнованиях в 2015 году на чемпионате мира среди юниоров в Раубичах. Выступая в категории до 19 лет, спортсменка завоевала 4 медали — серебро в индивидуальной гонке, бронзу в спринте и золото в гонке преследования, а также бронзу в женской эстафете.
На следующем турнире, в 2016 году в Кейле-Грэдиштей, Тандревольд выступала среди спортсменок до 21 года. В личных видах она осталась без медалей, заняв 6 место в индивидуальной гонке, 9 — в спринте и 5 — в гонке преследования. В эстафете сборная Норвегии в составе Ане-Марит Бредален, Туре Турешен и Ингрид Тандревольд завоевала золотую медаль.

### Взрослая карьера

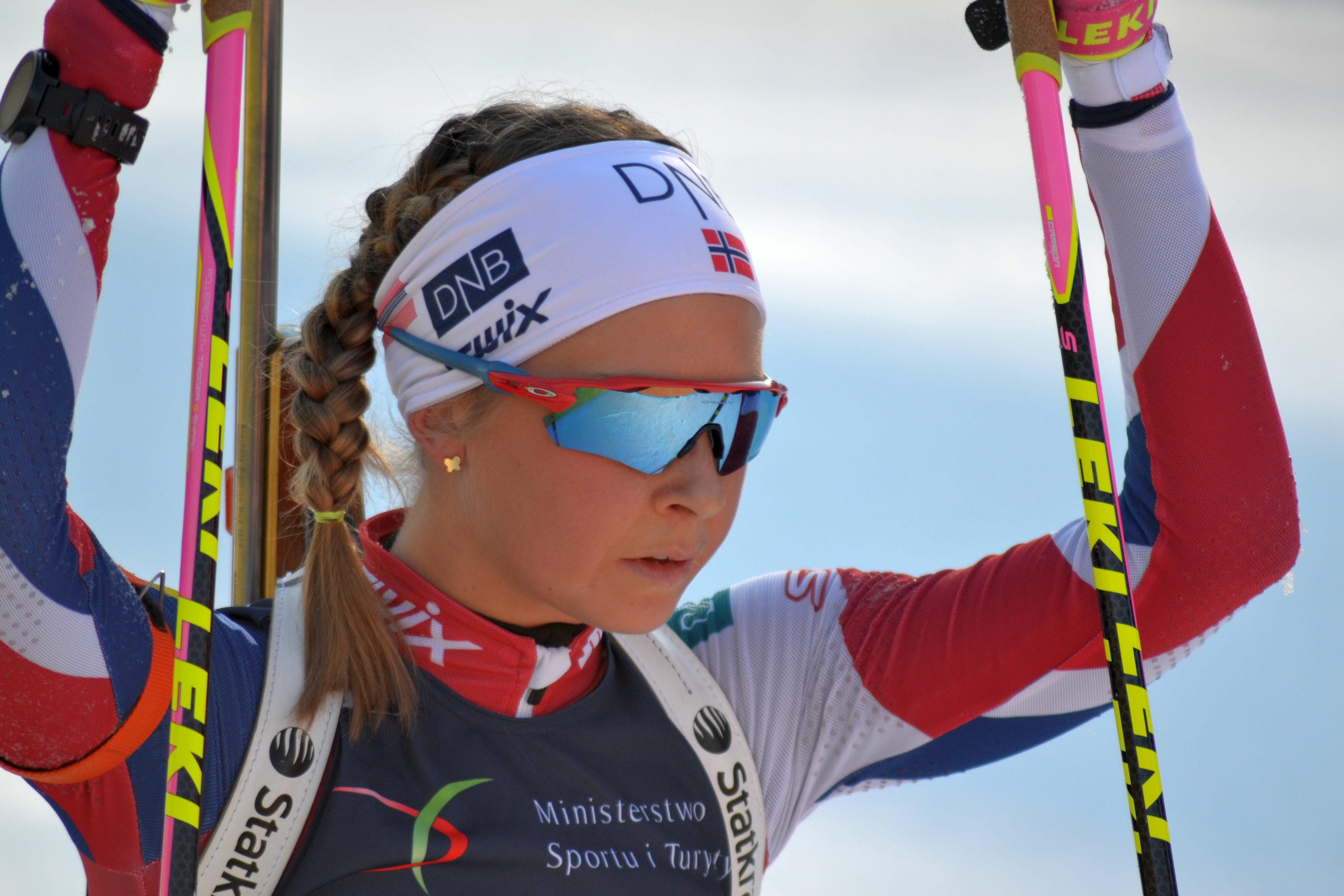
2017 год

В марте 2015 года, в 18-летнем возрасте, выиграла индивидуальную гонку на чемпионате Норвегии, опередив нескольких спортсменок из первой сборной страны, в том числе Марте Ольсбу, Элисе Ринген и Фанни Хурн.
Первым международным соревнованием на уровне взрослых для Тандревольд стал чемпионат Европы 2016 года, до начала этого турнира спортсменка не принимала участие даже в гонках Кубка IBU. В сингл-миксте Ингрид вместе с Ветле Кристиансеном завоевала бронзу, затем в своей первой личной гонке, спринте, стала 15-й. В гонке преследования норвежке удалось подняться на третье место, опередив на самом финише россиянку Анастасию Загоруйко, В масс-старте Тандревольд завоевала свою третью бронзовую медаль, выиграв в финишном створе у той же Загоруйко и ещё одной россиянки — Ольги Якушовой.
После чемпионата Европы в Тюмени попала в резерв сборной Норвегии на чемпионат мира в Осло.
Дебют в Кубке мира: 17-18 марта 2016 (спринт — 29-е место; гонка преследования — 37-е место).
В марте 2016 года, в 19-летнем возрасте, заняла второе место в спринте на чемпионате Норвегии, опередив нескольких спортсменок из основной сборной.
На Олимпийских играх 2018 года в личных гонках не поднималась выше 42-го места. В женской эстафете 21-летняя Тандревольд бежала на третьем этапе и получила два штрафных круга на стрельбе стоя, что в итоге привело к тому, что норвежки остались только четвёртыми, проиграв чемпионкам менее 30 сек.
20 января 2019 года, уступив Франциске Пройс в упорной борьбе на трассе немецкого Рупольдинга, впервые в своей карьере поднялась на подиум на этапе Кубка мира, завоевав второе место в масс-старте.

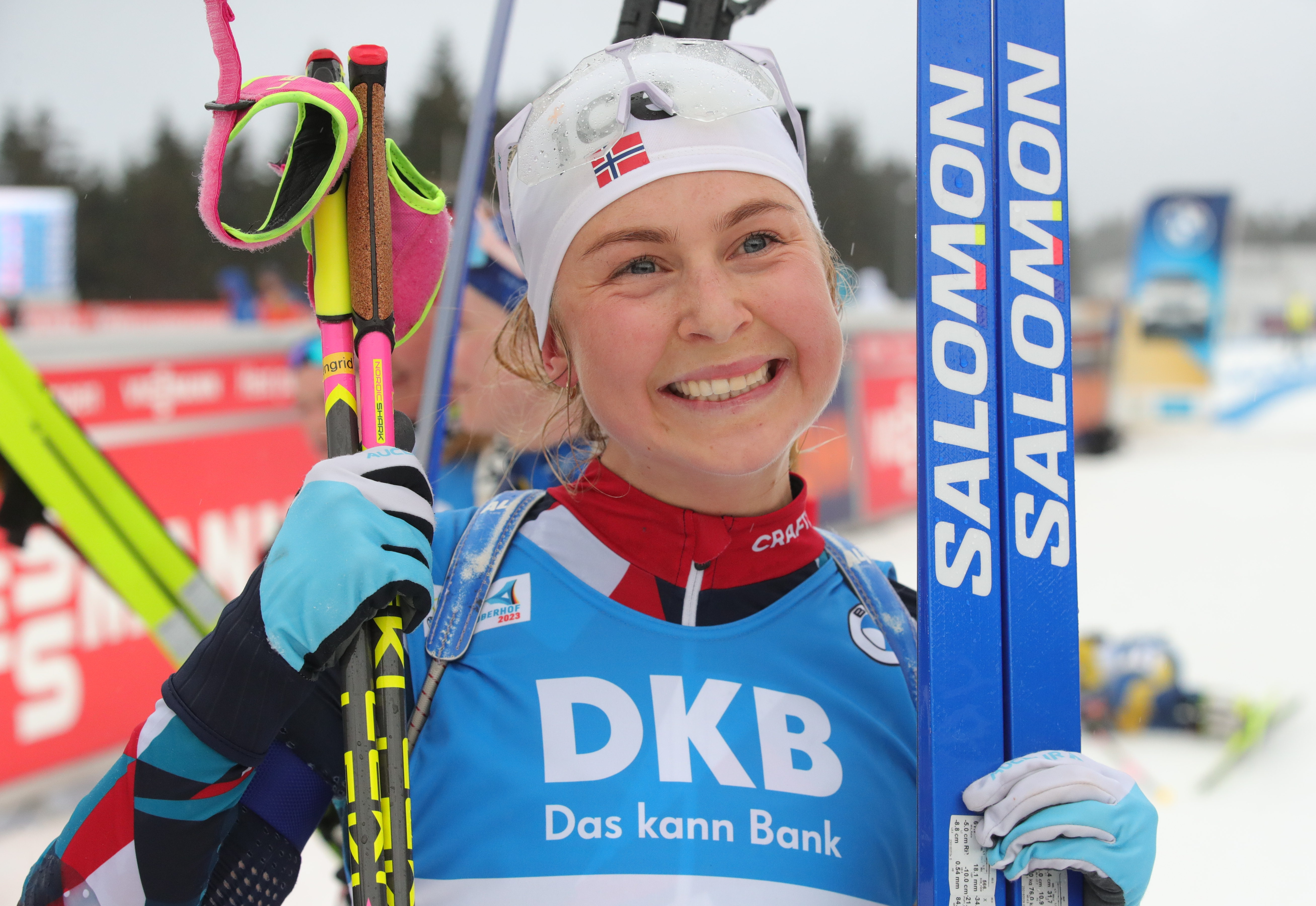
2023 год

На первом для себя чемпионате мира 2019 года в Эстерсунде 22-летняя Тандревольд завоевала золото в женской эстафете и серебро в спринте, отстав на 9,7 сек от Анастасии Кузьминой. На следующем чемпионате мира Тандревольд вновь стала чемпионкой мира в женской эстафете.
На чемпионате мира 2021 года Тандревольд третий раз подряд завоевала золото в женской эстафете, а в личных дисциплинах стала бронзовым призёром в индивидуальной гонке (1 промах) и серебряным призёром в масс-старте (1 промах).
На Олимпийских играх 2022 года заняла пятое место в спринте и восьмое место в индивидуальной гонке. В женской эстафете и масс-старте не выступала после проблем со здоровьем, возникших в гонке преследования.
На чемпионате мира 2023 года стала чемпионкой в смешанной эстафете, а также серебряным призёром в масс-старте (4,8 сек проигрыша чемпионке Ханне Эберг).

## Результаты на крупнейших соревнованиях

### Олимпийские игры
| Год  | Место проведения | Индивид. гонка | Спринт | Гонка преследования | Масс-старт | Смешанная эстафета | Эстафета |
| ---- | ---------------- | -------------- | ------ | ------------------- | ---------- | ------------------ | -------- |
| 2018 | Пхёнчхан         | 43             | 59     | 42                  | —          | —                  | 4        |
| 2022 | Пекин            | 8              | 5      | 14                  | —          | —                  | —        |

Тандервольд была вынуждена досрочно покинуть Олимпийские игры 2022 в Пекине по состоянию здоровья. После финиша в гонке преследования спортсменка отключилась и не смогла покинуть трассу самостоятельно.

### Чемпионаты мира
11 медалей (4 золотые, 5 серебряные, 2 бронзовые)
| Год              | Место проведения | Индивид. гонка | Спринт | Гонка преследования | Масс-старт | Эстафета | Смешанная эстафета | Сингл-микст |
| ---------------- | ---------------- | -------------- | ------ | ------------------- | ---------- | -------- | ------------------ | ----------- |
| 2019             | Эстерсунд        | 18             | 2      | 8                   | 11         | 1        | —                  | —           |
| 2020             | Антхольц         | 16             | 57     | 14                  | 16         | 1        | —                  | —           |
| 2021             | Поклюка          | 3              | 21     | 10                  | 2          | 1        | —                  | —           |
| 2023             | Оберхоф          | 11             | 14     | 4                   | 2          | 6        | 1                  | —           |
| 2024             | Нове-Место       | 27             | 25     | 34                  | 10         | 10       | 2                  | 3           |
| 2025 Ленцерхайде | 2025 Ленцерхайде | 39             | 23     | 18                  |            | 2        | 4                  | —           |

### Кубок мира
| 2021/2022 Итоги | 2021/2022 Итоги | Эстерсунд | Эстерсунд | Эстерсунд | Эстерсунд | Эстерсунд | Хохфильцен | Хохфильцен | Хохфильцен | Анси | Анси | Анси | Оберхоф | Оберхоф | Оберхоф | Оберхоф | Рупольдинг | Рупольдинг | Рупольдинг | Антхольц | Антхольц | Антхольц | ОИ Пекин (*) | ОИ Пекин (*) | ОИ Пекин (*) | ОИ Пекин (*) | ОИ Пекин (*) | ОИ Пекин (*) | Контиолахти | Контиолахти | Контиолахти | Отепя | Отепя | Отепя | Отепя | Осло | Осло | Осло |
| Очков           | Место           | Инд       | Спр       | Спр       | Пр        | Эст       | Спр        | Эст        | Пр         | Спр  | Пр   | МС   | Спр     | См      | Осм     | Пр      | Спр        | Эст        | Пр         | Инд      | Эст      | МС       | См           | Инд          | Спр          | Пр           | Эст          | МС           | Эст         | Спр         | Пр          | Спр   | МС    | См    | Осм   | Спр  | Пр   | МС   |
| 470             | 15              | 20        | 27        | 35        | 15        | 4         | 53         | 7          | 15         | 22   | 22   | 17   | 5       | 1       | —       | 9       | —          | —          | —          | 8        | 1        | 12       | —            | 8            | 5            | 14           | —            | —            | 1           | 33          | 21          | 5     | 12    | 1     | —     | 26   | 11   | 6    |

| 2020/2021 Итоги | 2020/2021 Итоги | Контиолахти | Контиолахти | Контиолахти | Контиолахти | Контиолахти | Хохфильцен | Хохфильцен | Хохфильцен | Хохфильцен | Хохфильцен | Хохфильцен | Оберхоф | Оберхоф | Оберхоф | Оберхоф | Оберхоф | Оберхоф | Оберхоф | Антхольц | Антхольц | Антхольц | ЧМ Поклюка | ЧМ Поклюка | ЧМ Поклюка | ЧМ Поклюка | ЧМ Поклюка | ЧМ Поклюка | ЧМ Поклюка | Нове-Место | Нове-Место | Нове-Место | Нове-Место | Нове-Место | Нове-Место | Нове-Место | Эстерсунд | Эстерсунд | Эстерсунд |
| Очков           | Место           | Инд         | Спр         | Спр         | Эст         | Пр          | Спр        | Эст        | Пр         | Спр        | Пр         | МС         | Спр     | Пр      | См      | Сусм    | Спр     | Эст     | МС      | Инд      | МС       | Эст      | См         | Спр        | Пр         | Инд        | Осм        | Эст        | МС         | Эст        | Спр        | Пр         | Спр        | Пр         | Осм        | См         | Спр       | Пр        | МС        |
| 707             | 8               | 28          | 21          | 11          | 8           | 6           | 19         | 1          | 19         | 2          | 4          | 12         | 73      | —       | 3       | —       | DNF     | 7       | 4       | 35       | 28       | 6        | —          | 21         | 10         | 3          | —          | 1          | 2          | 5          | 6          | 12         | 17         | 24         | 2          | —          | 3         | 23        | 1         |

| 2019/2020 Итоги | 2019/2020 Итоги | Эстерсунд | Эстерсунд | Эстерсунд | Эстерсунд | Эстерсунд | Хохфильцен | Хохфильцен | Хохфильцен | Анси | Анси | Анси | Оберхоф | Оберхоф | Оберхоф | Рупольдинг | Рупольдинг | Рупольдинг | Поклюка | Поклюка | Поклюка | Поклюка | ЧМ Антхольц | ЧМ Антхольц | ЧМ Антхольц | ЧМ Антхольц | ЧМ Антхольц | ЧМ Антхольц | ЧМ Антхольц | Нове-Место | Нове-Место | Нове-Место | Контиолахти | Контиолахти | Контиолахти | Контиолахти | Холменколлен | Холменколлен | Холменколлен |
| Очков           | Место           | Осм       | См        | Спр       | Инд       | Эст       | Спр        | Эст        | Пр         | Спр  | Пр   | МС   | Спр     | Эст     | МС      | Спр        | Эст        | Пр         | Инд     | Осм     | См      | МС      | См          | Спр         | Пр          | Инд         | Осм         | Эст         | МС          | Спр        | Эст        | МС         | Спр         | Пр          | Осм         | См          | Спр          | Пр           | МС           |
| 554             | 7               | —         | 2         | 25        | 4         | 1         | 2          | 1          | 3          | 6    | 2    | 12   | 34      | 1       | 23      | 32         | 1          | 14         | 32      | —       | 2       | 8       | —           | 57          | 14          | 16          | —           | 1           | 16          | 25         | 1          | 18         | 9           | 12          | отм         | отм         | отм          | отм          | отм          |

| 2018/2019 Итоги | 2018/2019 Итоги | Поклюка | Поклюка | Поклюка | Поклюка | Поклюка | Хохфильцен | Хохфильцен | Хохфильцен | Нове-Место | Нове-Место | Нове-Место | Оберхоф | Оберхоф | Оберхоф | Рупольдинг | Рупольдинг | Рупольдинг | Антхольц | Антхольц | Антхольц | Канмор | Канмор | Канмор | Солт-Лейк-Сити | Солт-Лейк-Сити | Солт-Лейк-Сити | Солт-Лейк-Сити | ЧМ Эстерсунд | ЧМ Эстерсунд | ЧМ Эстерсунд | ЧМ Эстерсунд | ЧМ Эстерсунд | ЧМ Эстерсунд | ЧМ Эстерсунд | Холменколлен | Холменколлен | Холменколлен |
| Очков           | Место           | ОСм     | См      | Инд     | Спр     | Пр      | Спр        | Пр         | Эст        | Спр        | Пр         | МС         | Спр     | Пр      | Эст     | Спр        | Эст        | МС         | Спр      | Пр       | МС       | КорИнд | Эст    | МС     | Спр            | Пр             | ОСм            | См             | См           | Спр          | Пр           | Инд          | ОСм          | Эст          | МС           | Спр          | Пр           | МС           |
| 557             | 11              | —       | 6       | 28      | 27      | 30      | 20         | 17         | 6          | 34         | 37         | 6          | 14      | 15      | 4       | 26         | 2          | 2          | 24       | 17       | 26       | 5      | 2      | отм    | 35             | 19             | 5              | —              | —            | 2            | 8            | 18           | —            | 1            | 11           | 16           | 37           | 19           |

| 2017/2018 Итоги | 2017/2018 Итоги | Эстерсунд | Эстерсунд | Эстерсунд | Эстерсунд | Эстерсунд | Хохфильцен | Хохфильцен | Хохфильцен | Анси | Анси | Анси | Оберхоф | Оберхоф | Оберхоф | Рупольдинг | Рупольдинг | Рупольдинг | Антхольц | Антхольц | Антхольц | ОИ Пхёнчхан (*) | ОИ Пхёнчхан (*) | ОИ Пхёнчхан (*) | ОИ Пхёнчхан (*) | ОИ Пхёнчхан (*) | ОИ Пхёнчхан (*) | Контиолахти | Контиолахти | Контиолахти | Контиолахти | Холменколлен | Холменколлен | Холменколлен | Тюмень | Тюмень | Тюмень |
| Очков           | Место           | ОСм       | См        | Инд       | Спр       | Пр        | Спр        | Пр         | Эст        | Спр  | Пр   | МС   | Спр     | Пр      | Эст     | Инд        | Эст        | МС         | Спр      | Пр       | МС       | Спр             | Пр              | Инд             | МС              | См              | Эст             | Спр         | ОСм         | См          | МС          | Спр          | Эст          | Пр           | Спр    | Пр     | МС     |
| 108             | 40              | —         | 1         | 31        | —         | —         | 5          | 17         | 13         | —    | —    | —    | 33      | 26      | 10      | 30         | 4          | —          | —        | —        | —        | 59              | 42              | 43              | —               | —               | 4               | 89          | —           | —           | —           | 23           | 4            | 23           | 30     | 33     | —      |

| 2016/2017 Итоги | 2016/2017 Итоги | Эстерсунд | Эстерсунд | Эстерсунд | Эстерсунд | Эстерсунд | Поклюка | Поклюка | Поклюка | Нове-Место | Нове-Место | Нове-Место | Оберхоф | Оберхоф | Оберхоф | Рупольдинг | Рупольдинг | Рупольдинг | Антхольц | Антхольц | Антхольц | ЧМ Хохфильцен | ЧМ Хохфильцен | ЧМ Хохфильцен | ЧМ Хохфильцен | ЧМ Хохфильцен | ЧМ Хохфильцен | Пхёнчхан | Пхёнчхан | Пхёнчхан | Контиолахти | Контиолахти | Контиолахти | Контиолахти | Холменколлен | Холменколлен | Холменколлен |
| Очков           | Место           | ОСм       | См        | Инд       | Спр       | Пр        | Спр     | Пр      | Эст     | Спр        | Пр         | МС         | Спр     | Пр      | МС      | Эст        | Спр        | Пр         | Инд      | МС       | Эст      | См            | Спр           | Пр            | Инд           | Эст           | МС            | Спр      | Пр       | Эст      | Спр         | Пр          | ОСм         | См          | Спр          | Пр           | МС           |
| 0               | —               | 11        | —         | 86        | —         | —         | —       | —       | —       | —          | —          | —          | 48      | 47      | —       | —          | 57         | 49         | —        | —        | —        | —             | —             | —             | —             | —             | —             | —        | —        | —        | —           | —           | —           | —           | 48           | 49           | —            |

| 2015/2016 Итоги | 2015/2016 Итоги | Эстерсунд | Эстерсунд | Эстерсунд | Эстерсунд | Эстерсунд | Хохфильцен | Хохфильцен | Хохфильцен | Поклюка | Поклюка | Поклюка | Рупольдинг | Рупольдинг | Рупольдинг | Рупольдинг | Рупольдинг | Рупольдинг | Антхольц | Антхольц | Антхольц | Канмор | Канмор | Канмор | Канмор | Преск-Айл | Преск-Айл | Преск-Айл | ЧМ Холменколлен | ЧМ Холменколлен | ЧМ Холменколлен | ЧМ Холменколлен | ЧМ Холменколлен | ЧМ Холменколлен | Ханты-Мансийск | Ханты-Мансийск | Ханты-Мансийск |
| Очков           | Место           | ОСм       | См        | Инд       | Спр       | Пр        | Спр        | Пр         | Эст        | Спр     | Пр      | МС      | Спр        | Пр         | МС         | Инд        | Эст        | МС         | Спр      | Пр       | Эст      | Спр    | МС     | ОСм    | См     | Спр       | Пр        | Эст       | См              | Спр             | Пр              | Инд             | Эст             | МС              | Спр            | Пр             | МС             |
| 16              | 85              | —         | —         | —         | —         | —         | —          | —          | —          | —       | —       | —       | —          | —          | —          | —          | —          | —          | —        | —        | —        | —      | —      | —      | —      | —         | —         | —         | —               | —               | —               | —               | —               | —               | 29             | 37             | отм            |

| В таблице отражены места, занятые спортсменом на гонках биатлонного сезона. Инд — индивидуальная гонка (КорИнд — короткая индивидуальная гонка) Пр — гонка преследования Спр — спринт МС — масс-старт Эст — эстафета См — смешанная эстафета ОСм — одиночная смешанная эстафета DNS — спортсмен был заявлен, но не стартовал DNF — спортсмен стартовал, но не финишировал LAP — спортсмен по ходу гонки (для гонок преследования и масс-стартов) отстал от лидера более чем на круг и был снят с трассы DSQ — спортсмен дисквалифицирован отм — гонка была отменена — — спортсмен не участвовал в этой гонке |